# Magda Bošković
Magda Bošković (Osijek, 3. studenog 1914. – Koncentracijski logor Stara Gradiška, proljeće 1942.), borac za prava žena, hrvatski komunist i sudionica Narodnooslobodilačke borbe.

## Životopis
Magda Bošković je rođena 3. studenog 1914. u osječko-židovskoj obitelji Dragutina i Ivanke (Janka) Bošković. Otac joj je radio kao bankovni činovnik, a majka joj je bila kućanica. Bošković je odrasla uz mlađu sestru Maju, poznatu hrvatsku akademkinju. Godine 1923. Bošković je s obitelji preselila u Zagreb. U Zagrebu je završila osnovnu školu i gimnaziju. Diplomirala je na Ekonomskom fakultetu u Zagrebu. Godine 1932. Magda Bošković je bila među osnivačima marksističke grupe na Sveučilištu u Zagrebu. Godine 1934. pristupila je Savezu komunističke omladine Jugoslavije te je bila izabrana za člana odbora studenskog vijeća "Ženskog pokreta". Magda Bošković je upisivala jugoslavenske dobrovoljace koji su pristupali Međunarodnim brigadama tijekom Španjolskog građanskogi rata. Bila je i urednica tiskovina "Naše novine" i "Ženski svijet". Nakon završenog studija zaposlila se u pilani "Neuschloß, Schmidt und Marchetti" (kasnije "Našička d.d."). Radila je u Đurđenovcu, a kasnije u Zagrebu. Magda Bošković je diljem Hrvatske bila aktivna u "Pokretu za prava žena". Nakon okupacije Kraljevine Jugoslavije, pristupila je narodnooslobodilačkoj borbi. Bila je članica "Ženskog antifaštičkog fronta" u Hrvatskoj i članica vijeća u "Društvu za prosvjetu žena". Godine 1942. Magda Bošković je uhićena i pritvorena u zatvoru na Savskoj cesti. Kasnije je deportirana u Koncentracijski logor Stara Gradiška gdje su je u proljeće 1942. ubile Ustaše. Roditelji su joj također stradali za vrijeme Holokausta. Od čitave obitelji Rat je preživjela jedino njezina sestra. 